# Turzovka
Turzovka es un municipio del distrito de Čadca en la región de Žilina, Eslovaquia, con una población estimada a final del año 2024 de 6853 habitantes.
Se encuentra ubicado al noroeste de la región, cerca del curso alto del río Váh (cuenca hidrográfica del Danubio) y de la frontera con la República Checa y Polonia.

## Demografía
| Año        | 1994 | 2004    | 2014    | 2024     |
| ---------- | ---- | ------- | ------- | -------- |
| Población  | 7611 | 7792    | 7660    | 6853     |
| Diferencia |      | +2,37 % | −1,69 % | −10,53 % |

| Año        | 2023 | 2024    |
| ---------- | ---- | ------- |
| Población  | 6936 | 6853    |
| Diferencia |      | −1,19 % |